# Avarie commune

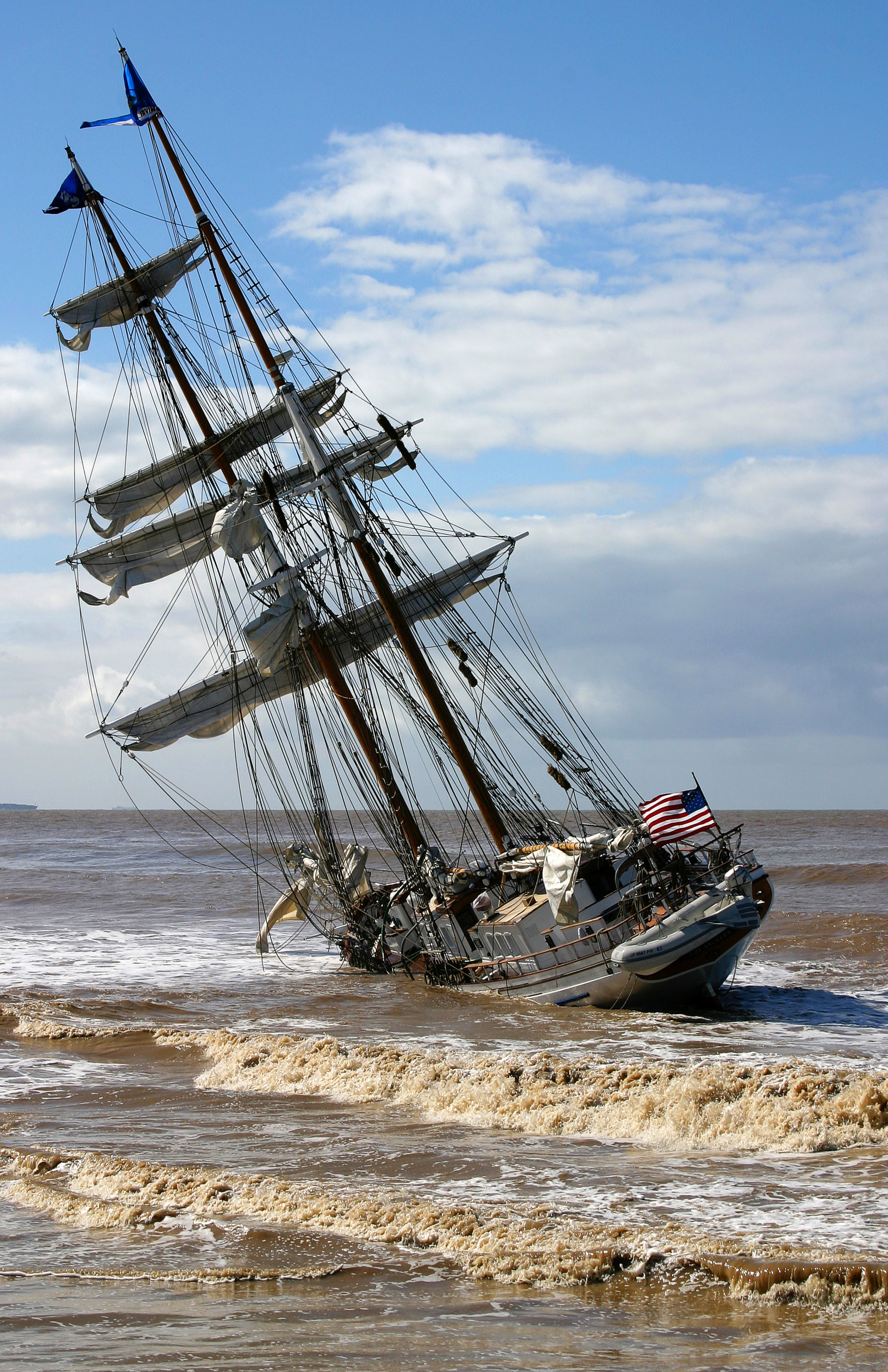
Avarie de lIrving Johnson en mars 2005.

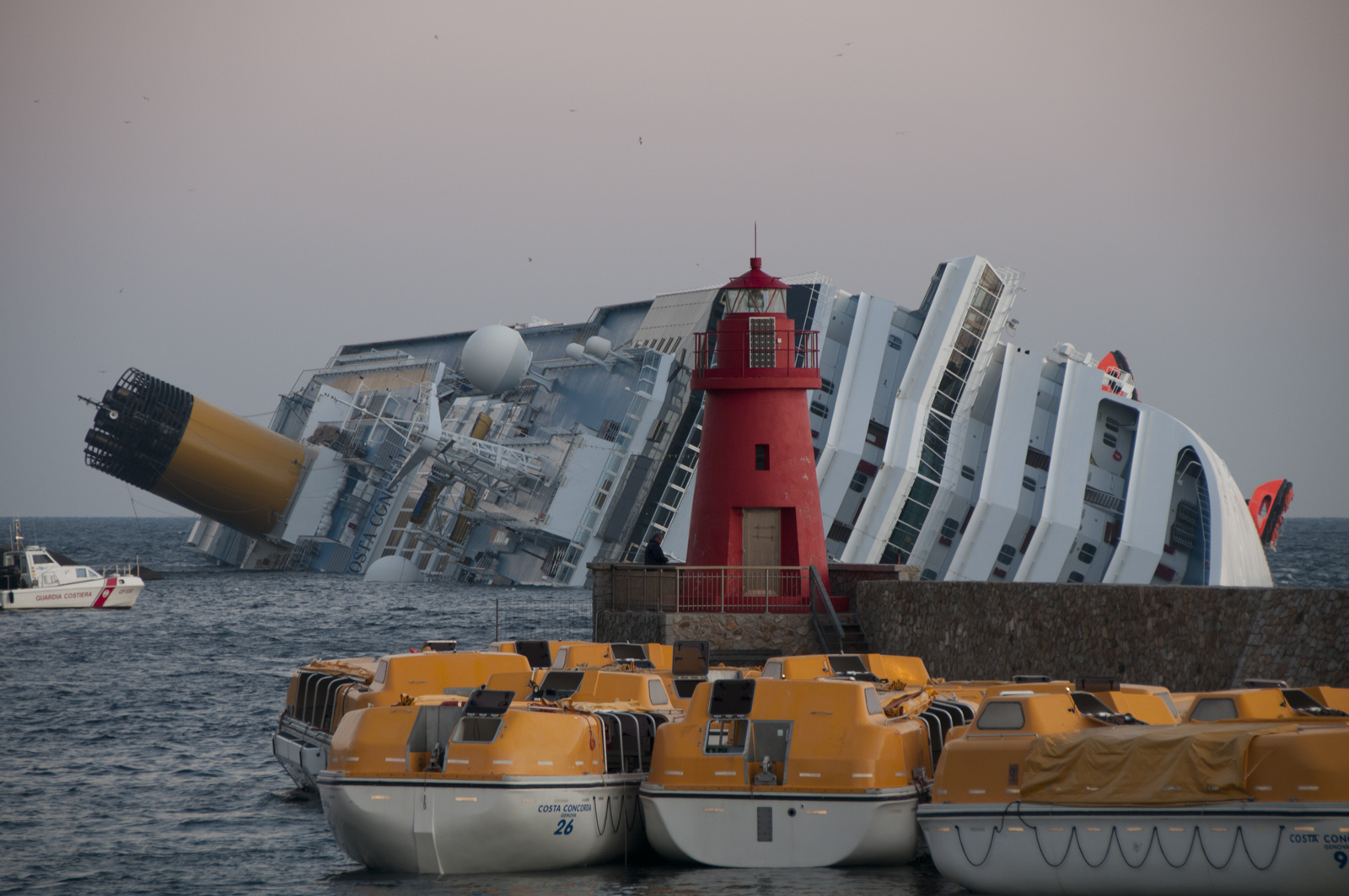
Avarie du Costa Concordia le 13 janvier 2012.

En droit maritime, l'avarie commune est une procédure de répartition des frais et dommages entraînés par des mesures de sauvetage décidées dans l’intérêt commun d'un navire et des marchandises qu'il transporte. 

## Particularités
Dérogeant au droit commun des contrats de transports, elle établit de fait une solidarité entre propriétaire du bateau et propriétaire des marchandises transportées. En cas d'avarie, la valeur des marchandises sacrifiées sur décision du capitaine pour sauver l'équipage, le reste de la cargaison et le bateau, le montant des dommages éventuels subis par le bateau, ainsi que les frais d'assistance engagés à la demande du capitaine, font l'objet d'une péréquation, dont l'objectif est que chacun des propriétaires participe aux frais et pertes à proportion des valeurs respectives de leurs biens. 

## Applications
Ce principe de solidarité remonte au droit romain. Il fait l'objet des règles d'York et d'Anvers jusqu'à leur dernier amendement de 2004, date à laquelle les frais d'assistance subissent de profondes modifications dans leur prise en compte, une grande part de ceux-ci étant alors exclus de l'assiette d'avarie commune, et notamment ceux engagés pour prévenir des dommages à l'environnement.
En droit français, ces règles, anciennement codifiées par la loi n°67-545 du 7 juillet 1967 relative aux événements de mer sont régies depuis 2010 par le code des transports. Leur application se fait par défaut, en l'absence d'option pour d'autres options contractuelles.
En Belgique, ces règles, elles aussi applicables par défaut, sont régies par le titre III du chapitre III du droit maritime.